# 초당두부
초당두부는 초당 허엽의 제안대로 간수 대신 바닷물로 굳힌 두부이다.

## 같이 보기
- 초당동
- 초당두부마을
- 염석